# Aeroporto Internacional Rei Abdulaziz
O Aeroporto Internacional Rei Abdulaziz (em árabe: مطار الملك عبدالعزيز الدولي) (IATA: JED, ICAO: OEJN), conhecido também como KAIA (do nome inglês Kingdom Abdulaziz International Airport) é um aeroporto situado ao norte de Gidá (Djeddah) na Arábia Saudita. É o maior aeroporto da Arábia Saudita em número de passageiros transportados anualmente. Além de Gidá, mais importante porto e segunda maior cidade do país, atende as cidades sagradas de Meca e Medina, contando com um terminal específico para os "agis", peregrinos muçulmanos de todo o mundo que se deslocam aos milhões anualmente à cidade de Meca. 
O "Terminal Hajj" do aeroporto de Gidá é o quarto maior terminal aéreo do mundo e uma mesquita dentro do aeroporto foi inaugurada em agosto de 2015, com capacidade para até 80.000 visitantes.

## Descrição

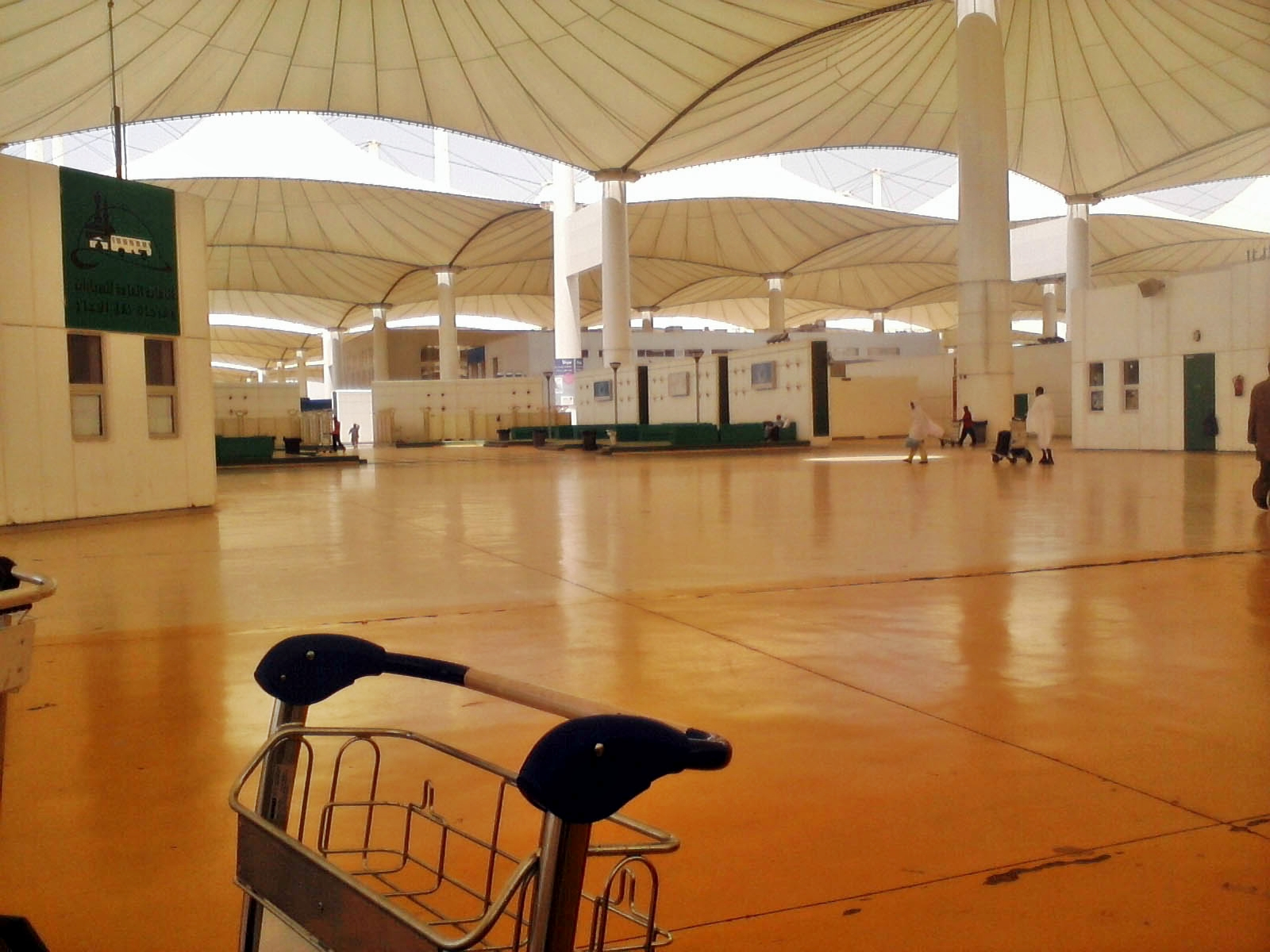
"Terminal Haje", especialmente para os agis (peregrinos religiosos destinados a Meca)

A construção do aeroporto Rei Abdulaziz começou em 1974, na cidade portuária de Gidá (em inglês, Jeddah, donde a sigla internacional do aeroporto, JED), e foi finalizada em 1980. Em 31 de maio de 1981, o aeroporto abriu para o serviço.
Devido à proximidade entre Gidá e Meca, a cidade santa do Islã, o aeroporto tem uma característica em particular: o "Terminal Hajj", especialmente construído para lidar com estrangeiros peregrinos destinados a Meca para tomar parte nos rituais anuais associados ao Hajj. Muitas companhias aéreas de países muçulmanos e não muçulmanos têm utilizado o Terminal Hajj, fornecendo a capacidade necessária para transportar peregrinos para a Arábia Saudita. Ele foi concebido pela empresa arquitetônica Skidmore, Owings and Merrill
O Terminal Norte do aeroporto em Gidá é utilizado por todas as linhas aéreas estrangeiras. O Terminal Sul foi reservada para uso exclusivo da Saudi Arabian Airlines até 2007, quando as empresas Flynas e Sama passaram usar este terminal. O Aeroporto de Gidá (JED ou KAIA) serve como uma importante plataforma para a companhia Saudia.
O Terminal Hajj possui 465.000 m², é o quarto maior terminal aéreo do mundo após Aeroporto Internacional de Pequim, Aeroporto Internacional de Dubai, e Aeroporto Internacional de Hong Kong. É conhecido por sua tenda em forma de telhado. O telhado do Terminal 3 não é realmente uma tenda, mas feito de fibra de cor branca. Aos peregrinos do Terminal Hajj, o terminal possui uma mesquita que pode acomodar 80.000 viajantes ao mesmo tempo.

## Linhas Aéreas e Destinos

### Terminal Norte
- Aeroflot (Moscou-Sheremetyevo; Luanda)
- Afriqiyah Airways (Tripoli)
- Air Algérie (Argel, Orã)
- Air Arabia (Xarja)
- Air Blue [em projeto]
- Air France (Paris-Charles de Gaulle)
- Air India (Calcutá, Déli, Hiderabade, Bombaim)
- Alexandria Airlines (Alexandria)
- AMC Airlines (Alexandria)
- Austrian Airlines (Viena)
- Biman Bangladesh Airlines (Daca, Chitagongue)
- bmi (Londres-Heathrow)
- British Airways (Londres-Heathrow)
- China Southern Airlines (Xarja, Urumqi)
- Cyprus Airways (Lárnaca)
- EgyptAir (Alexandria, Cairo, Luxor, Sharm El Sheikh)
  - EgyptAir Express (Alexandria, Cairo, Luxor, Sharm El Sheikh)
- Emirates (Dubai)
- Eritrean Airlines (Asmara)
- Etihad Airways (Abu Dabi)
- Ethiopian Airlines (Adis Ababa)
- Garuda Indonesia (Jacarta)
- Gulf Air (Barém)
- Iran Air (Teerã-Imam Khoemeini)
- Jubba Airways (Mogadíscio)
- Kuwait Airways (Cidade do Cuaite)
- Libyan Airlines (Trípoli)
- Lufthansa (Asmara, Francoforte)
- Mahan Air (Teerã-Imam Khomeini)
- Malaysia Airlines (Cuala Lampur-Sepangue)
- Middle East Airlines (Beirute)
- Oman Air (Mascate)
- Orient Thai Airlines (Banguecoque-Suvarnabhumi, Male)
- Pakistan International Airlines (Islamabade, Carachi, Laore, Pexauar)
- Qatar Airways (Doha)
- Royal Air Maroc (Casablanca)
- Royal Brunei (Bandar Seri Begawan, Xarja)
- Royal Jordanian (Amã)
- Singapore Airlines (Abu Dabi, Singapura)
- Sri Lankan Airlines (Colombo)
- Swiss International Air Lines (Zurique)
- Turkish Airlines (Istanbul-Atatürk)
- Yemenia (Adém, Mucala, Saná, Taiz)

### Terminal Sul
- Nas Air (Saudi Arabia) (Abu Dabi, Alexandria, Beirute, Gassim, Riade, Xarja)
- Sama Airlines (Alexandria, Dammam, Xarja)
- Saudi Arabian Airlines (Abha, Abu Dabi, Adis Abeba, Alahsa, Al Baha, Alexandria, Argel, Amã, Arar, Asmara, Atenas, Barém, Banguecoque-Suvarnabhumi, Pequim, Beirute, Bisha, Cairo, Casablanca, Chennai, Colombo, Dakar, Damascus, Damã, Dawadmi, Déli, Daca, Doa, Dubai, Francoforte, Gassim, Geneva, Gurayat, Hafr Al-Batin, Hail, Hong Kong, Hiderabade, Islamabade, Istambul-Atatürk, Jacarta, Jizã, Johannesburg, Juf, Cano, Carachi, Cochim, Cuala Lampur, Cidade do Cuaite, Laore, Londres-Heathrow, Medina, Malaga, Manchester, Manila, Milão-Malpensa, Bombaim, Munique, Mascate, Najrã, Nairóbi, Nova Iorque-JFK, Nice, Paris-Charles de Gaulle, Peshawar, Qaisumah, Rafa, Riade, Roma-Fiumicino, Saná, Xarja, Xarura, Singapura, Tabuque, Taife, Tehran-Imam Khoemeini, Tunis, Turaife, Wadi al Dawasir, Washington-Dulles, Wedjh, Yanbu).

## Ligação externa
- «Sítio oficial» (em inglês)